# 율리안 바움가르틀링거
율리안 바움가르틀링거(Julian Baumgartlinger, 1988년 1월 2일, 잘츠부르크 ~ )는 오스트리아의 전 축구 선수로 과거 수비형 미드필더로 활약하였다.